# LIGHTS (杏のアルバム)
『LIGHTS』は、日本のファッションモデル、女優、杏の1stアルバム。

## 解説
初回盤は「愛は勝つ」のミュージック・ビデオが収録されたDVDと杏のエッセイが同梱されている。
収録曲は全てカバー曲で構成されている。

## 収録曲

### CD
1. 愛は勝つ（KAN）
  - 作詞・作曲：KAN　編曲：亀田誠治　4分37秒
  - TBS系ドラマ「おじいちゃんは25歳」主題歌
2. あなたへ（浜田真理子）
  - 作詞・作曲：浜田真理子　編曲：本間昭光　4分52秒
3. LIGHTS～You Light Up My Life～（デビー・ブーン）
  - 作詞・作曲：ジョセフ・ブルックス　編曲：亀田誠治　3分46秒
4. 心の瞳（坂本九）
  - 作詞：荒木とよひさ　作曲：三木たかし　編曲：本間昭光　5分09秒
5. どんなときも。（槇原敬之）
  - 作詞・作曲：槇原敬之　編曲：亀田誠治
  - 森永製菓「森永ミルクキャラメル」CMソング　4分17秒
6. 謝々!（スピッツ）
  - 作詞・作曲：草野正宗　編曲：本間昭光　4分31秒

### DVD
1. 愛は勝つ（ミュージック・ビデオ）